# Fjädertofsspinnare
Fjädertofsspinnare, Orgyia är ett släkte av fjärilar som beskrevs av Ferdinand Ochsenheimer, 1810. Fjädertofsspinnare ingår i underfamiljen tofsspinnare till  familjen Näbbflyn, Erebidae.
Släktet utmärker sig genom sina klumpigt byggda honor, vilkas vingar är förkrympta till små hudflikar eller är nästan omärkliga. Hannarna har däremot spenslig kropp, med breda vingar och mycket längre kamtänder på antennerna än honorna. Honorna lägger sina ägg utanpå kokongen eller inuti puppan, varför arterna kan spridas endast genom larvernas vandringar. Speciell för släktet är även dess larver, som är prydda med hårborstar och tofsar.
Släktet har cirka 30 arter i världen. I Sverige finns tre arter.
- Aprikostofsspinnare (Orgyia antiqua)
- Ljungtofsspinnare (Orgyia antiquoides)
- Kärrtofsspinnare (Orgyia recens)

Den vanligaste arten i Sverige är aprikostofsspinnare.